# Justicia wasshauseniana
Justicia wasshauseniana é uma espécie de planta do gênero Justicia e da família Acanthaceae.

## Taxonomia
A espécie foi descrita em 1993 por Sheila Regina Profice.
O seguinte sinônimo já foi catalogado:  
- Beloperone glomerata  Nees

## Forma de vida
É uma espécie terrícola, herbácea e subarbustiva.

## Descrição
| Caule                                                             | Caule |
| ----------------------------------------------------------------- | --- |
| forma de crescimento                                              | ascendente/ereto |
| tipo de tricoma e indumento                                       | simples e glabrescente/simples e pubescente                                                                                 |
| característica caulinar diferenciada                              | tricoma em banda longitudinal/sulco longitudinal/região nodal ( superior ) dilatada/região nodal ( superior ) constrita     |
| Folha                                                             | |
| filotaxia                                                         | oposta - decussada |
| pecíolo                                                           | maior ou igual a 4 milímetros de comprimento                                                                                |
| forma da lâmina                                                   | elíptica/ovada/obovada |
| Inflorescência                                                    | |
| tipo de agrupamento                                               | tirso espiciforme composto de 2 ordem paniculado ( terminal )/tirso espiciforme composto de 3 ordem paniculado ( terminal ) |
| disposição das flores                                             | címula uniflora ( dicasial / bípara ) com 2 flor por nó e oposta na raque                                                   |
| bráctea fértil ( forma )                                          | oblanceolada |
| bráctea fértil ( cor )                                            | verde/roxa / purpúrea |
| Flor                                                              | |
| cálice                                                            | 5 - lobado com lobo subiguais                                                                                               |
| tipo de tricoma no cálice                                         | glanduloso/simples curto |
| tipo de corola                                                    | lábio inferior côncavo ( falso personada )                                                                                  |
| comprimento do tubo da corola ( porção não expandida )            | menor ou igual ao tamanho total do cálice ( geralmente 1 / 4 do comprimento da corola )                                     |
| forma do lábio superior da corola                                 | lanceolado - deltoide/cimbiforme                                                                                            |
| cor dos lobo lateral do lábio inferior da corola ( internamente ) | creme/verde |
| cor do palato ( internamente )                                    | branco/creme/lilás/verde |
| posição das teca quanto ao conectivo                              | subigual |
| teca                                                              | 2 fértil e mútica |
| Fruto                                                             | |
| cápsula ( forma )                                                 | clavada |

## Conservação
A espécie faz parte da Lista Vermelha das espécies ameaçadas do estado do Espírito Santo, no sudeste do Brasil. A lista foi publicada em 13 de junho de 2005 por intermédio do decreto estadual nº 1.499-R.

## Distribuição
A espécie é encontrada nos estados brasileiros de Bahia, Espírito Santo e Rio de Janeiro.
Em termos ecológicos, é encontrada no domínio fitogeográfico de Mata Atlântica, em regiões com vegetação de floresta ombrófila pluvial.